# FTL: Faster Than Light
FTL: Faster Than Light is een computerspel uit 2012 van ontwikkelaar Subset Games.

## Spel
Het is een ruimteschip-simulatiespel in top-downperspectief. De speler bestuurt een ruimteschip waarmee sneller dan licht gereisd kan worden. Het ruimteschip behoort tot de Galactic Federation dat in oorlog is met humanoïde rebellen. De speler moet onderschepte data naar de hoofdbasis van de federatie brengen terwijl het achtervolgd wordt door een vloot van de rebellen.

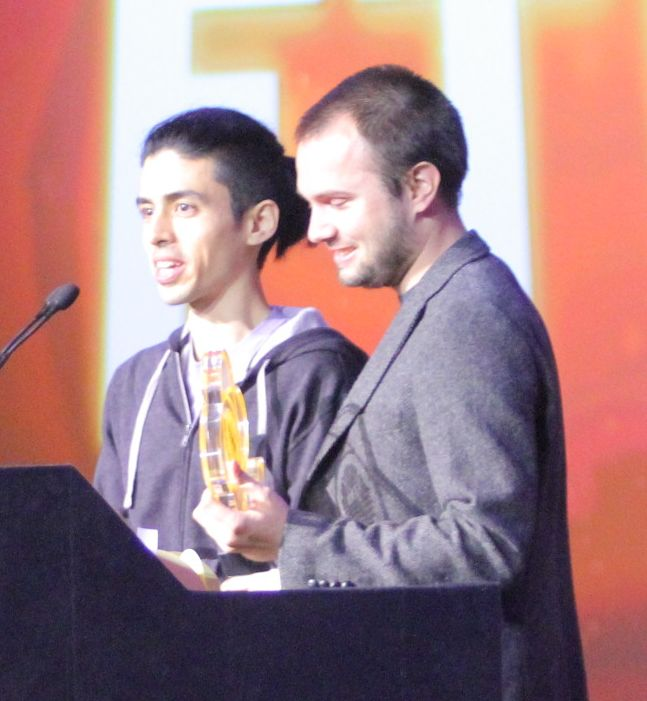
Justin Ma (links) en Matthew Davis nemen de Independent Games Festival-award voor Excellence in Design in ontvangst tijdens de Game Developers Conference in 2013

Faster Than Light is ontwikkeld door Justin Ma en Matthew Davis. De game was oorspronkelijk door henzelf gefinancierd, maar vanwege positieve reacties die ze kregen tijdens indiegame-competities besloten ze een Kickstarter-campagne te starten om zo de game te kunnen afmaken. Ze haalden uiteindelijk 20x meer binnen dan hun aanvankelijke doel van $10.000.